# Cruces y flores
«Cruces y flores» es una canción del grupo musical de Argentina Los Piojos, incluida en su séptimo álbum de estudio titulado Civilización de 2007. Fue escrita por el guitarrista del grupo Daniel Fernández.